# Brugwachtershuisje (Stadskanaal)
Het brugwachtershuisje bij de voetbrug over het Stadskanaal is een monumentaal gebouwtje in de Groningse plaats Stadskanaal.

## Geschiedenis
Het brugwachtershuisje aan het Stadskanaal diende als wacht- en schuilplaats voor de brugwachters en diende tevens als opbergruimte voor hun materiaal. Het gebouwtje was tot 2003 in het bezit van de stad Groningen. In het kader van de herinrichting van de veenkoloniën werden het kanaal en de daarbij behorende stadsbezittingen overgedragen aan de Oost-Groninger gemeenten, waaronder de gemeente Stadskanaal. Het huisje verkeerde bij de overdracht in slechte staat. De gemeente Stadskanaal besloot om het bouwwerk vanwege de streekhistorische waarde te restaureren en tevens te erkennen als een gemeentelijk monument. Het gebouwtje vormt een herinnering aan de ontginning van het veengebied, waarvoor het Stadskanaal werd gegraven en de rol van de stad Groningen als eigenaar van de gegraven kanalen en de bijbehorende gronden en bouwwerken.